# Волос, Александр Николаевич
Александр Николаевич Волос (род. 24 декабря 1950) — советский и российский тренер по дзюдо и самбо. Заслуженный тренер России, тренер высшей категории, мастер спорта, почётный гражданин города Дзержинского.

## Биография
Родился 24 декабря 1950 года. В 1973 году окончил МХТИ имени Менделеева. После окончания института до 1983 года работал в Люберецком научно-производственном объединении «Союз». В 1978 году организовал в городе Дзержинском Московской области детско-юношескую спортивную школу по борьбе самбо и дзюдо (ныне СШОР «Союз»). Работает в этой школе старшим тренером. Генеральный директор ООО «Иппон».
Занимается общественно-политической деятельностью. В 1999—2003 годах был депутатом Городской думы города Дзержинского, в 2003—2008 годах — депутатом Совета депутатов. В 2006 году баллотировался на пост мэра города Дзержинского. На выборах занял третье место, набрав 9,94% голосов избирателей.
Подготовил 45 мастеров спорта, 5 мастера спорта международного класса и заслуженного мастера спорта России. Признавался лучшим тренером Московской области. Среди его воспитанников — призёр чемпионатов России по самбо и дзюдо, призёр чемпионата Европы по самбо Кристина Храмцова; призёр чемпионатов России по дзюдо Элла Кузьменко; победительница кубка Мира по самбо, в составе сборной команды Европы победительница Межконтинентального кубка мира по дзюдо заслуженный мастер спорта по самбо Волотова Виктория; двухкратная победительница первенства Европы по самбо, мастер спорта международного класса по самбо, мастер спорта по дзюдо Юлия Волос.

## Награды
- Заслуженный тренер России[2]
- Почётный знак «За заслуги в развитии физической культуры и спорта» (2000)[2]
- Почётный гражданин города Дзержинского[8]